# آسیاب‌چکشی

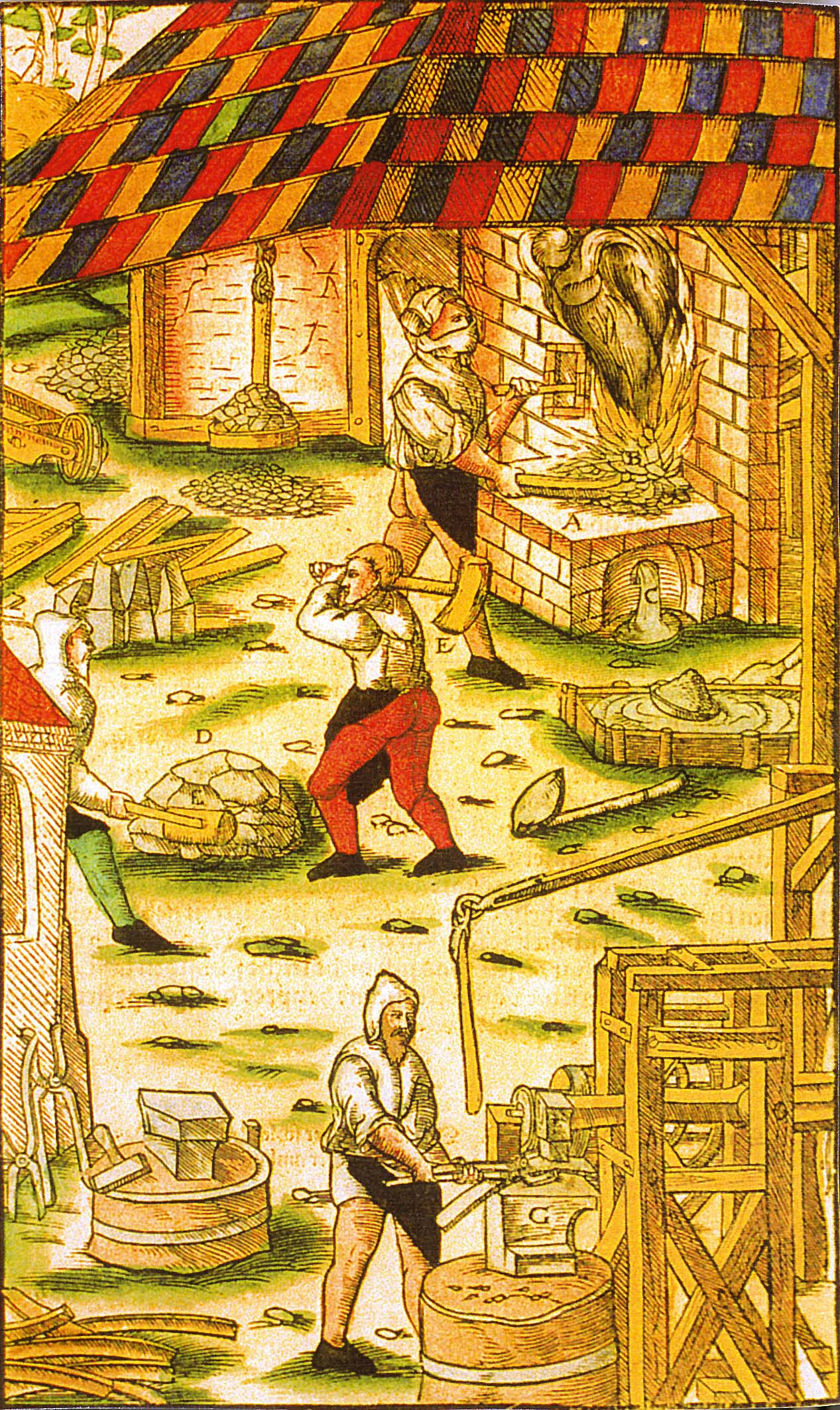
آسیاب چکشی در پشت آن شکوفه (رنوفن) است، در جلوی آن یک شکوفه به طور درشتی از تفاله پاک می شود. در پیش زمینه نزدیک، شکوفه در زیر چکش جعل می شود.

آسیاب چکشی ، فورج چکشی یا چکش کارگاهی در دوران پیش از صنعت بود که معمولاً برای تولید محصولات نیمه تمام، فرفورژه آهن یا گاهی اوقات ابزار تمام شده کشاورزی یا معدنی یا سلاح‌های نظامی استفاده می‌شد. ویژگی‌ای که نام خود را به این کارگاه‌ها داد، چکش سفری آب محور یا مجموعه‌ای از چکش‌ها بود که در این فرآیند استفاده می‌شد. شفت، یا "غلاف" چکش در وسط چرخانده می‌شود و سر چکش با عمل بادامک‌هایی که روی یک میل بادامک چرخان قرار می‌گیرد، بلند می‌شود که به‌طور دوره‌ای انتهای میل را فشار می‌دهد. با بالا و پایین رفتن، سر چکش یک قوس را توصیف کرد. رویه چکش برای دوام از آهن ساخته شده بود. 

## آسیاب چکشی
این آسیاب‌ها که در اصل توسط چرخ‌های آب به حرکت در می‌آمدند، اما بعداً با نیروی بخار نیز به کار می‌رفتند، زیرا ابزارها با گذشت زمان سنگین‌تر شدند و در نتیجه ساخت دستی دشوارتر شد.
آسیاب های چکشی سنگ آهن را با استفاده از زغال سنگ ذوب می کردند که اصطلاحاً بلومری می شد. در این کوره‌های ذوب، که مجهز به دم‌هایی بودند که توسط نیروی آب نیز هدایت می‌شد، سنگ معدن به صورت توده‌ای درخشان از آهن نرم، خام، سرباره سیال و بقایای زغال سنگ ذوب می‌شد. آهن مانند یک کوره بلند مدرن سیال نبود، اما عمدتاً به دلیل وجود سرباره مایع، یک توده خمیری و متخلخل باقی ماند. این توده‌های آهن اسفنجی که از نظر تاریخی به عنوان "شکوفه" شناخته می‌شوند، در ابتدا با دست و با استفاده از یک پتک فشرده می‌شوند. پس از آن، آنها را چندین بار، معمولاً با چکش سفر یا با پتک، جعل می‌کردند تا زمانی که سرباره و زغال آن از بین برود. برای آن، آهن را در کوره آهنگری یا کوره آهنگری دیگر گرم می کردند. سپس آهن می تواند مستقیماً به عنوان آهن نرم استفاده شود. نیازی به فرآیند بهبود بیشتر، مانند جریمه کاری که در عملیات کوره بلند استفاده می شود، نبود.

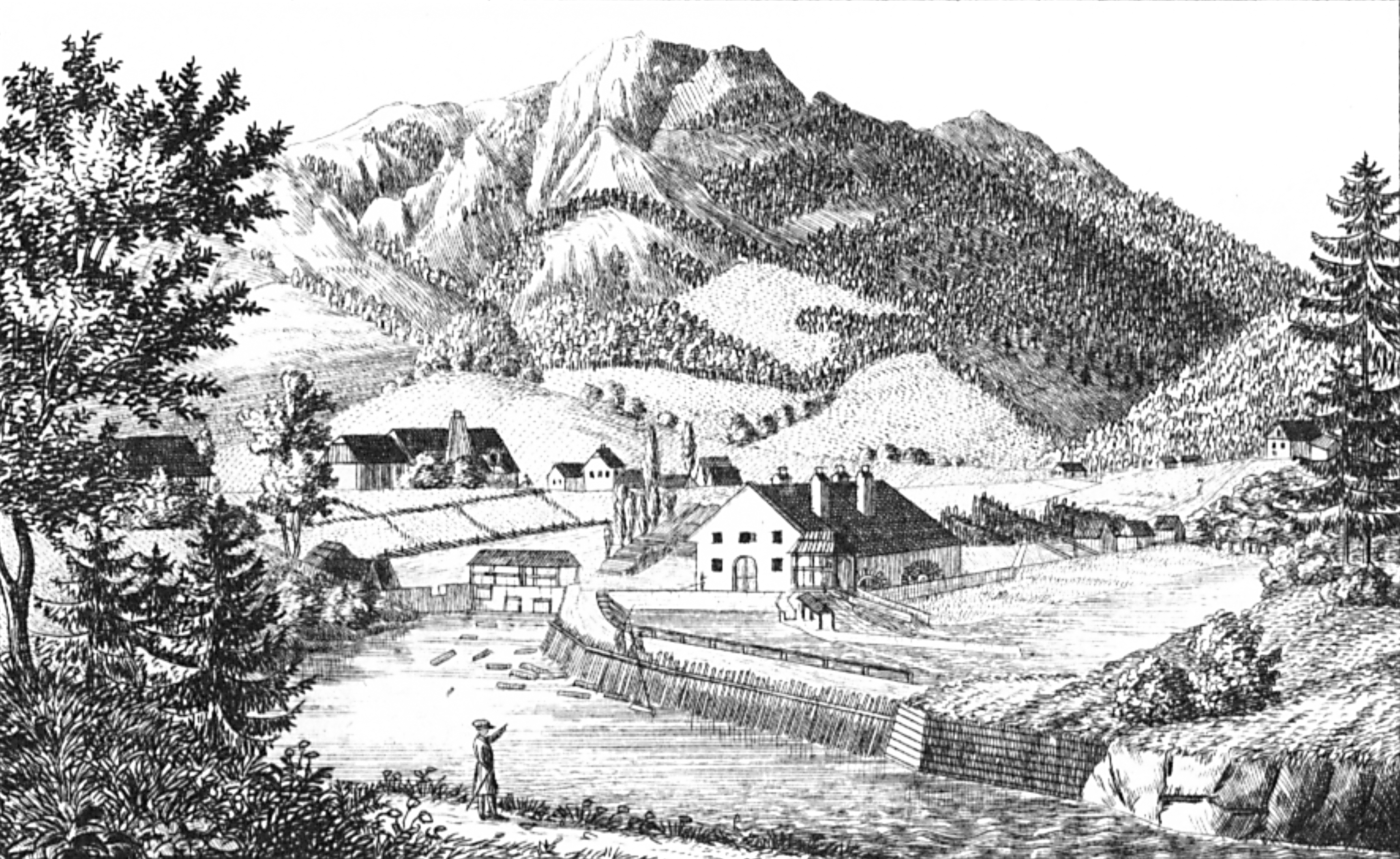
آسیاب چکشی Innere Krampen، لیتوگرافی ج. 1830، JFKaiser، گراتس، اتریش

سپس آهن میله‌ای درشت به‌دست‌آمده به‌صورت خارجی به‌عنوان مثال در کارهای مخصوص و کوچک چکش ( Zainhammer ) به میله‌های آهنی نازک (مثلاً سیم ضخیم)، به اصطلاح آهن میله‌ای ( Zaineisen )، که توسط میخ‌سازان برای تولید میخ مورد نیاز بود، کار می‌کرد.
پردازش بیشتر به آهن تصفیه شده یا فولاد "الاستیک" برای مثال برای تیغه های شمشیر ، توسط آهنگرهای تخصصی چکش آهن تصفیه شده یا آهنگران در محل انجام شد.

## توزیع
از نظر جغرافیایی، آسیاب های چکشی به در دسترس بودن نیروی آب وابسته بودند. در همان زمان، برای تولید مقادیر زیادی زغال چوب باید جنگل‌هایی در این نزدیکی وجود داشت. علاوه بر این، برای اطمینان از اینکه تنها فاصله کوتاهی برای انتقال سنگ معدن آهن به کارخانه‌های ذوب وجود دارد، باید ذخایر سنگ آهن در مجاورت وجود داشته باشد. در نهایت، زمین کشاورزی برای تغذیه بسیاری از صنعتگران درگیر مورد نیاز بود.

### آلمان
آسیاب های چکشی از اواخر قرون وسطی در مناطق زیر رواج داشت:
- Bergisches Land (با بیش از صد سایت [۳] )
- فلات بالا ، به ویژه در ناحیه شهرهای آمبرگ و سولزباخ
- جنگل تورینگن : Lauterhammer و Niederhammer در زول تا سال 1363، Tobiashammer در اوردروف (بعداً نیز Kupferhammer و آسیاب چکش مس)
- کوه های فیشتل
- کوه های سنگ معدن : 1352 چکش در پلیل، c. 1380 چکش Erla, Frohnauer Hammer
- کوه های هارتز
- Siegerland در رود سیگ (امروز در اطراف زیگن )
- Sauerland در اطراف Hagenهاگن
- منطقه Lahn-Dill و در بالای رودخانه Eder

در این مناطق ذخایر سنگ آهن وجود داشت که با وسایل موجود در آن زمان قابل استخراج بود. تراکم بالاتری در Wupperviereck وجود داشت، جایی که چند صد سایت وجود داشت.
پالاتینات علیا یکی از مراکز ذوب آهن اروپا بود و آسیاب های چکشی متعدد آن باعث شد تا لقب آن به " روهرگبیت قرون وسطی" داده شود. نام مکان هایی با پسوند - چکش در این منطقه بسیار رایج است. خانه ارباب مسئول آسیاب چکشی به طور کلی به عنوان "قلعه چکشی" یا "کاخ چکشی" ( Hammerschloss ) شناخته می شد. این اسلوس معمولاً نامشخص که به عنوان مقر خانواده "ارباب چکش" عمل می کرد، عموماً در مجاورت آسیاب قرار داشت. قلعه های چکشی مهمی را می توان در امتداد مسیر آهن باواریا مشاهده کرد، به عنوان مثال در Theuern ، Dietldorf و شمیدموهلن 

### اتریش
در اتریش آسیاب های چکشی عمدتاً در Iron Roots ( Eisenwurzen ) در امتداد مسیر آهن اتریش در اطراف سه نقطه ایالت های اتریش سفلی ، اشتایر و اتریش علیا یافت شدند (مانند. g. Ybbsitz ) و در دره های استایری فوقانی مور و مورز و دره های جانبی آنها. صندلی‌های لردهای چکش ("شماره‌های سیاه") به عنوان Hammerherrenhäuser ("عمارت ارباب چکش") شناخته می‌شدند.

### فرانسه
کارگران فولاد در Thiers ، فرانسه تا اواسط قرن نوزدهم از آسیاب های چکشی، با انرژی رودخانه Durolle در Vallée des Rouets ، برای تولید چاقو و سایر کارد و چنگال استفاده می کردند. 

### انگلستان
آسیاب های چکشی در انگلستان گسترده نبودند، اما نمونه هایی مانند نمونه ای در ابینگر همر در ساری وجود دارد که نام روستا از آن گرفته شده است. 

## محصولات
محصولات معمولی آسیاب های چکشی عبارت بودند از:
- آهن میله
- ریل
- صفحه سیاه
- قلع
- سیم

این محصولات معمولاً به‌عنوان محصولات نیمه‌تمام تولید می‌شدند، اما گاهی اوقات به محصولات نهایی مانند داس ، داس ، بیل ، اسلحه یا ابزار معدنکاری تبدیل می‌شدند.

## آسیاب های چکشی معروف

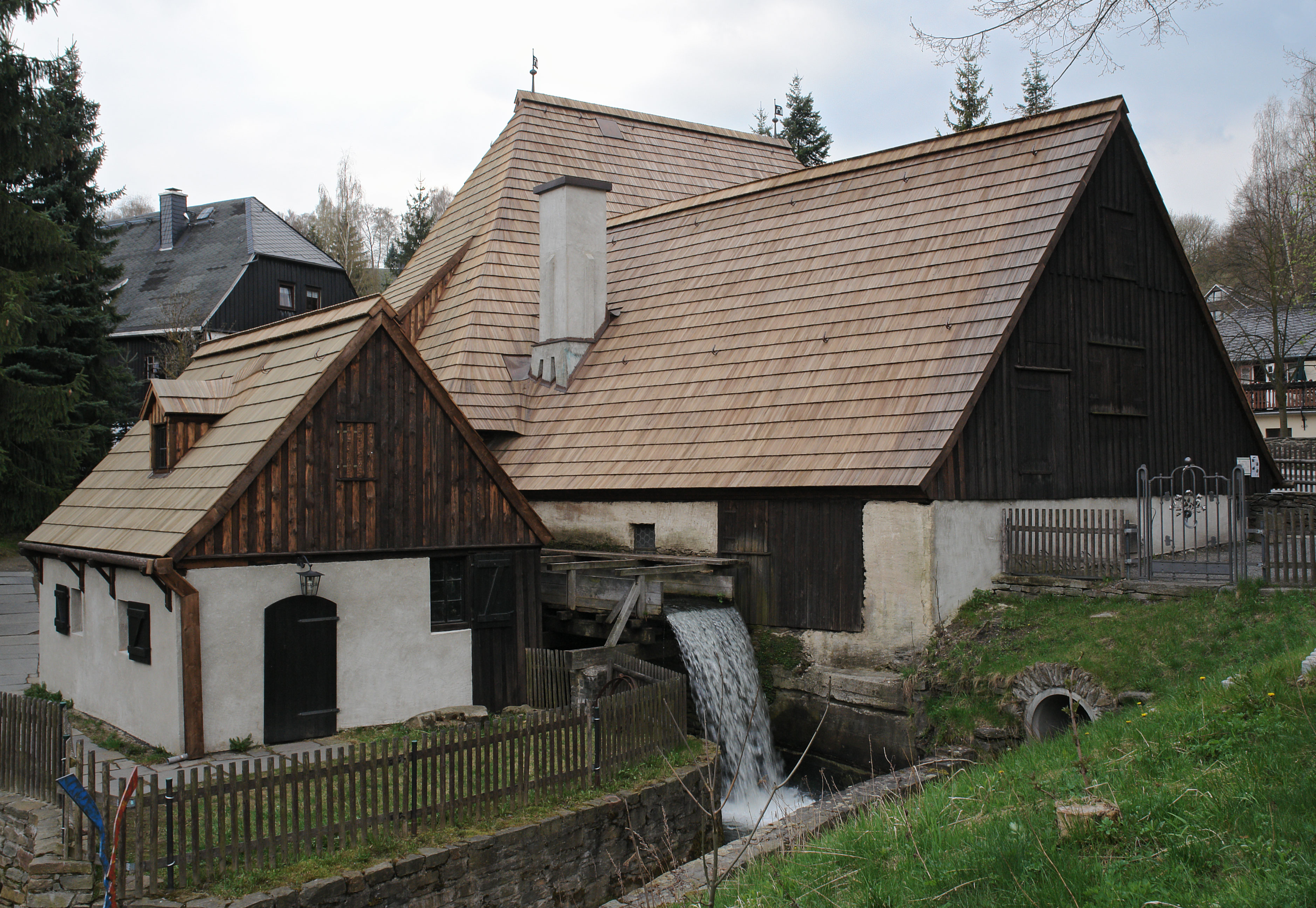
نمای بیرونی چکش فروناور

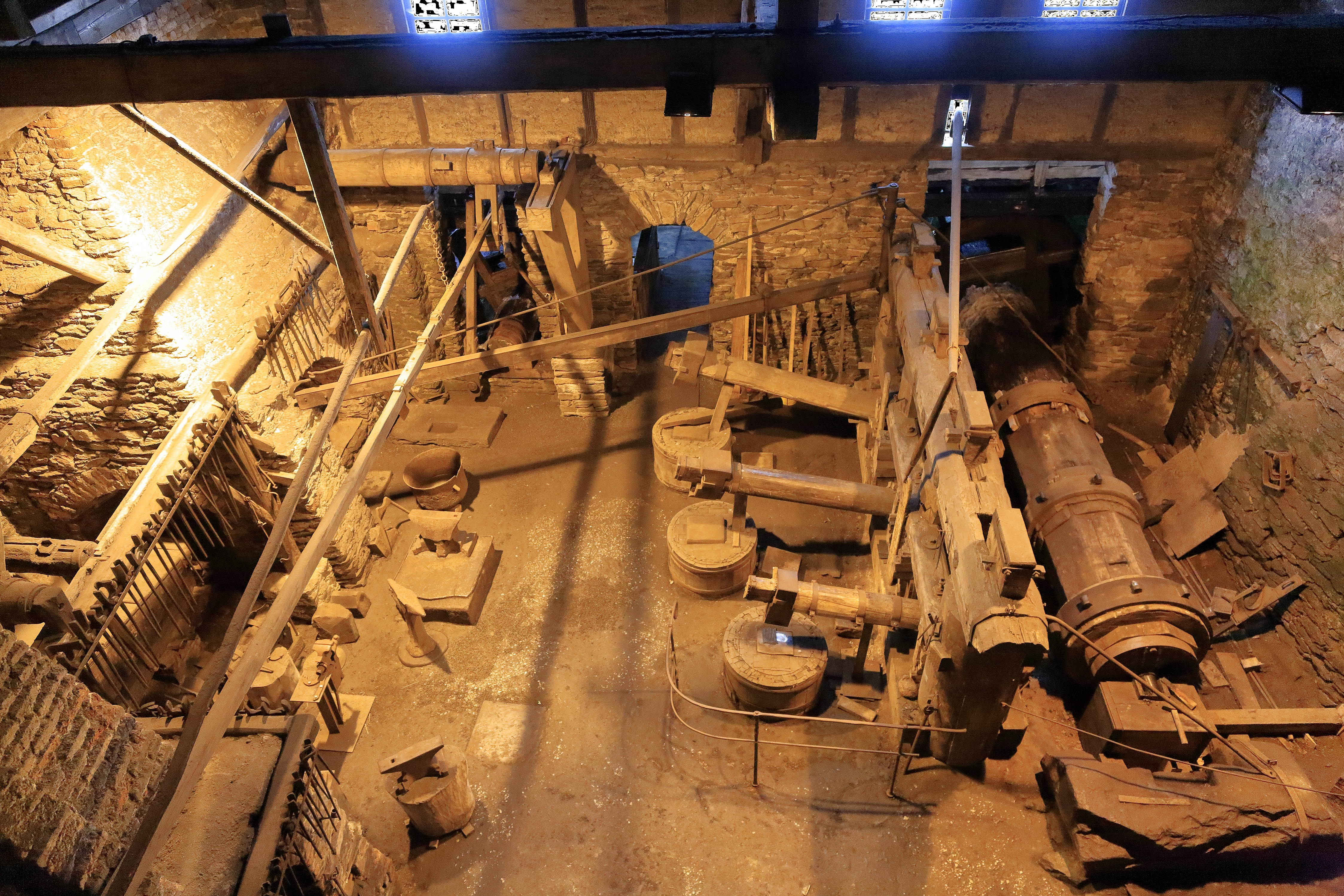
داخلی آهنگری چکش فروناور شامل میل بادامک، سه چکش شیب دار و سیستم میله ای برای دم.

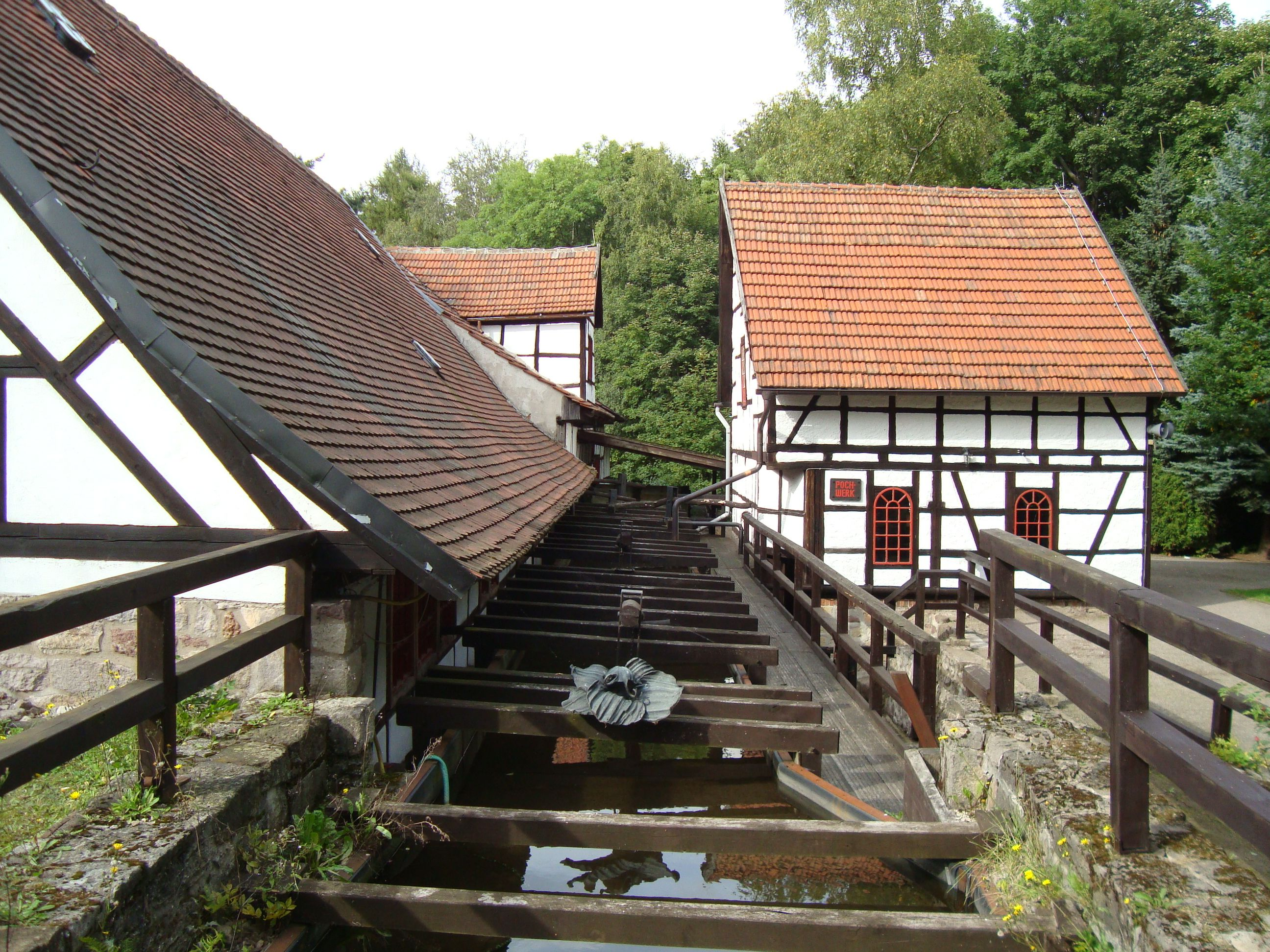
توبیاشامر

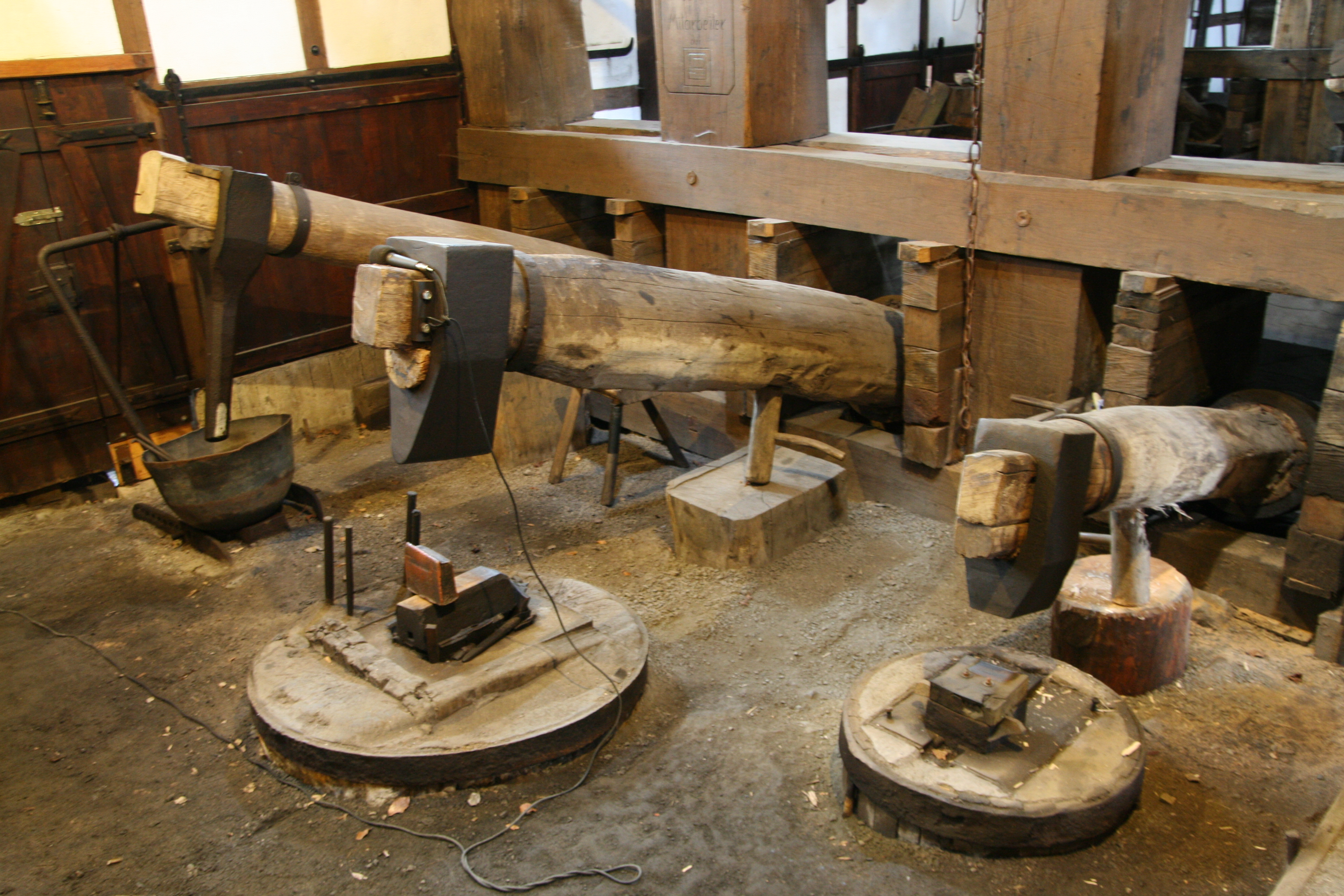
چکش شیب دار در Tobiashammer

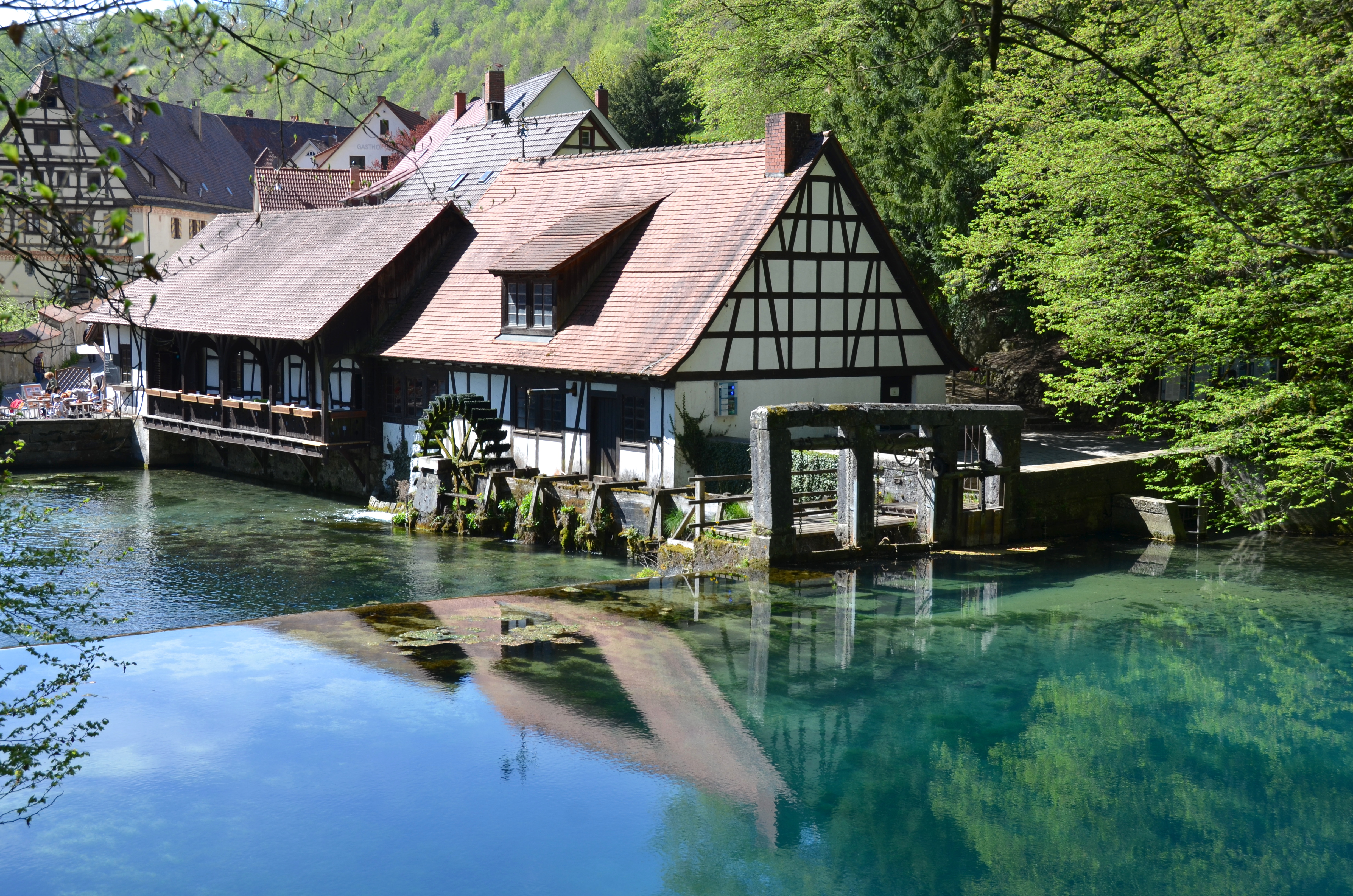
آسیاب چکشی تاریخی در Blaubeuren

بسیاری از آسیاب های ذکر شده در اینجا باقی مانده اند و برای عموم باز هستند.

### آلمان
کوه های سنگ معدن
- Eisenhammer Dorfchemnitz (موزه)
- کارخانه آهن ارلا
- آسیاب چکشی فرایبرگزدورف (برای عموم آزاد است)
- چکش فروناور (موزه)
- فایل همر

مسیر آهن باواریا
مسیر آهن باواریا ( Bayerische Eisenstraße ) یک مسیر تعطیلات مهم در جنوب آلمان است که دارای تاریخ غنی است. 120 کیلومتر طول دارد و مکان‌های صنعتی تاریخی متعددی را که نشان‌دهنده چندین قرن هستند، با آثار فرهنگی و طبیعی پیوند می‌دهد. مسیر آهن باواریا در امتداد مسیرهای حمل و نقل قدیمی از منطقه نورنبرگ در نزدیکی پگنیتز به سمت جنوب به رگنسبورگ می گذرد و مراکز آهن سابق بایرن شرقی، یعنی مناطق معدنی پگنیتز، آئورباخ ، ادلسفلد ، سولزباخ-روزنبرگ و آمبرگ را به هم متصل می کند. از آنجا به یک آبراه تبدیل می شود، حدود 60 کیلومتر طول، بر روی رودخانه‌های Vils و Naab تا زمانی که در نزدیکی Regensburg به دانوب تخلیه می‌شوند.
فرانکونیا
- آسیاب چکشی در Eckersmühlen (موزه)
- فورج چکش در گروناخ در نزدیکی گرونینگن (ساتلدورف) ، هوهنلوه

لوزاسیا سفلی
- کارخانه ذوب آهن و آسیاب چکشی در Peitzپایتس (موزه)

بایرن علیا
- آهنگر چکش و زنگ در روپولدینگ (موزه)

سرزمین برگیشز بالا
- Oelchenshammer (موزه)

فلات بالا
- چکش Gaisthaler
- موزه معدن و صنعتی بایرن شرقی ( Bergbau-und Industriemuseum Ostbayern ) در Theuern (در شهرداری Kummersbruckکومرسبروک ) یک موزه مهم ملی است که معدن و سایر صنایع کل منطقه باواریای شرقی را بررسی و مستند کرده است. این موزه در سال 1978 در قلعه قدیمی لرد چکش Theuern تاسیس شد. منطقه موزه شامل schloss و سه اثر صنعتی دیگر معمولی در منطقه است که به Theuern منتقل شدند. یکی از مکان‌های بیرونی موزه، آسیاب چکشی Staubershammer است. این آسیاب در سال 1973 در مجاورت Auerbach برچیده شد و در حالت اولیه خود در Theuern بازسازی شد. بیشتر امکانات آن مربوط به اواخر قرن نوزدهم است.

روهرگبیت
- Deilbachhammer (موزه)

Sauerland
- Bremecker Hammer لودن‌شایت (موزه)
- Luisenhütte (موزه)
- چکش Oberrödinghauser (موزه)
- وندنر هوته (موزه)

ژورای سوابی
- آهنگر چکش تاریخی در Blaubeurenبلاوبویرن (موزه)

جنگل سیاه
- موزه گیزرشمید در بوهلرتال

Spessart
- آیزنهامر در هاسلوخ (موزه)

جنگل تورینگن
- توبیاشامر (موزه)

تورینگن
- آیزنهامر ویدا (موزه، آسیاب کاری)

ارتفاعات وزر
- آهنگر چکش تاریخی در داسل (موزه)
- Unterer Eisenhammer Exten (موزه)

### اتریش
Waldviertel ، اتریش سفلی ;
- موزه فورج آربسباخ

مسیر آهن اتریش
- بین گوستلینگ آندر ایبس و هولنشتاین آندر ایبس در دره Hammerbach قرار دارد. در اینجا بقایای آسیاب های چکشی قدیمی از جمله Hof-Hammer، Wentsteinhammer، Pfannschmiede و Treffenguthammer دیده می شود.
- در امتداد مایل آهنگرها ( Schmiedemeile در Ybbsitzییبسیتس چندین آسیاب چکشی وجود دارد، چکش Fahrngruber، Hammerwerk Eybl و کارگاه، Strunz Hammer و Einod Hammer. مجموعه فرهنگی منحصر به فرد آهن و فلزکاری در سال 2010 در ثبت میراث فرهنگی اتریش گنجانده شد. [۷] )
- در Vordernbergوردرنبرگ ، و همچنین بازدید از کوره های بلند تاریخی معروف به Radwerken ، ممکن است فورج آموزشی زینت سازی دیده شود. این امر طعم یک آهنگری قدیمی را با چکش سفری کاملاً کاربردی که توسط یک چرخ آب هدایت می شود، می دهد. این چکش عمدتاً برای اهداف نمایشی استفاده می شد.

## فرهنگ
در ادبیات، آسیاب های چکشی در تصنیف فریدریش شیلر ، Der Gang nach dem Eisenhammer (1797) جاودانه شدند، که برنهارد آنسلم وبر آن را برای بازیگر، آگوست ویلهلم ایفلند ، به عنوان یک ملودرام ارکسترال عالی موسیقی ساخت، و بعداً توسط کارل لو به عنوان یک تصنیف ساخته شده از طریق آهنگسازی.

## همچنین ببینید
- آسیاب تمبر - مکانی که معمولاً از چکش های قطره ای برای خرد کردن سنگ معدن استفاده می شود

## ادبیات
- Gaspard L. de Courtivron، Étienne Jean Bouchu : Abhandlung von den Eisenhammern und hohen Oefen. Aus dem Französischen der "Descriptions des Arts & Metiers" ترجمه شده با پاورقی توسط یوهان هاینریش گوتلوب فون جاستی . رودیگر، برلین، اشتتین و لایپزیگ، 1763 (کتاب الکترونیکی sn، پوتسدام 2010،شابک ‎۹۷۸−۳−۹۴۱۹۱۹−۷۲−۳ ).
- لوتار کلاپر: Geschichten um Hütten, Hämmer und Hammermeister im mittleren Erzgebirge. Ein Vortrag zur Geschichte ehemaliger Hütten und Hämmer im Landkreis Annaberg (= Streifzüge durch die Geschichte des oberen Erzgebirges 32,ZDB-ID 2003414-3 ). جلد 1. Neuer Heimatkundlicher Arbeitskreis, Annaberg-Buchholz, 1998, نشریه آنلاین بایگانی‌شده  در ۲۰۰۷-۰۹-۲۸ توسط Wayback Machine   .
- Bernd Schreiter: Hammerwerke im Preßnitz- und Schwarzwassertal (= Weisbachiana. Heft 27,ZDB-ID 2415622-X ). ویرایش دوم ویرایش شده. Verlag Bernd Schreiter، Arnsfeld، 2006.
- یوهان کریستین زو سولمز-باروت، یوهان هاینریش گوتلوب فون جوستی: آبهاندلونگ فون دن آیزنهامرن و هوهن اوفن در توچلند. رودیگر، برلین، اشتتین و لایپزیگ 1764 (کتاب الکترونیکی. بکر، پوتسدام، 2010،شابک ‎۹۷۸−۳−۹۴۱۹۱۹−۷۳−۰ ).
- E. Erwin Stursberg: Geschichte des Hütten- und Hammerwesens im ehemaligen Herzogtum Berg (= Beiträge zur Geschichte Remscheids. شماره 8،ISSN 0405-2056 ).

## لینک های خارجی
- مسیر آهن باواریا
- موزه معدن و صنعتی بایرن شرقی
- چشم انداز فرهنگی دره دیلباخ
- عکس هایی از آسیاب چکشی ارفت
- Burghausen Hammer Forge (ضبط شده از سال 1465)
- پایگاه داده ادبیات مربوط به معادن تاریخی، ذوب و نمک
- اوبرر آیزنهامر در Exten
- چکش Fahrngruber در Ybbsitz (اتریش)